# Maurilio Borello
Maurilio Borello (Torino, 6 dicembre 1925 – Avigliana, 11 luglio 2016) è stato un operaio italiano, deportato in un lager nazista e sopravvissuto allo sterminio.

## Biografia
Maurilio Borello nacque il 6 dicembre 1925 a Torino, da Achille e Carmelina Carnino.
Benché la famiglia si fosse trasferita ad Avigliana, Achille e Maurilio Borello lavoravano come operai tornitori specializzati in uno degli stabilimenti torinesi della Fiat. Proprio l'impiego in un'azienda impegnata nella produzione bellica valse a Maurilio l'esonero dal reclutamento militare di leva, formalizzato dalla Repubblica sociale fascista con i bandi del 9 ottobre 1943 e del 18 febbraio 1944.
La sera del 26 giugno 1944, militari tedeschi prelevarono Achille e Maurilio Borello dalla loro casa di via Aldo Carnino 19, ad Avigliana, durante un rastrellamento di civili. Questa rappresaglia seguiva una fase particolarmente acuta del conflitto che opponeva da alcuni mesi la Resistenza agli occupanti nazisti e ai loro alleati fascisti: contro la minaccia di trasferire in Germania gli impianti industriali, centomila lavoratori di Torino erano scesi in sciopero e si erano così esposti al rischio della deportazione; per attenuare il rischio che essi correvano, i comandi partigiani avevano progettato un'offensiva per la notte tra il 25 e il 26 giugno, con attacchi simultanei nei principali centri del Canavese e delle valli di Lanzo, di Susa e del Sangone; ad Avigliana, quella notte la 41ª brigata Garibaldi “Carlo Carli” aveva assaltato il Dinamitificio Nobel, ma senza successo e subendo negli scontri avvenuti presso la stazione ferroviaria l'uccisione di un partigiano, Guerrino Nicoli, e la cattura del comandante, Eugenio Fassino.
Achille e Maurilio Borello furono rinchiusi nel Municipio di Avigliana insieme con diversi compaesani e il 29 giugno vennero condotti con altri arrestati alla stazione e caricati su un convoglio merci. Il viaggio si svolse in condizione disumane: in preda al terrore i prigionieri erano stipati in un vagone, costretti a sfogare i bisogni fisiologici in un angolo e a far bastare lo scarsissimo cibo e l'acqua contenuta in un solo secchio. Dopo un interminabile viaggio con brevi soste a Torino, Udine, Villaco e Linz, raggiunsero la città di Gaggenau, nella Germania centro-occidentale, dove furono internati nel baraccamento Olga C del lager di Rotenfels, un campo istituito dopo il 25 agosto 1944 in seguito al trasferimento dei prigionieri di Vorbruck-Schirmeck. L'International tracing service conferma che proprio in questo lager Maurilio Borello fu immatricolato ad inizio luglio con il numero 10065.
A Rotenfels, i Borello subirono le violenze dei carcerieri tedeschi e lottarono contro il freddo, la fame, le malattie e la fatica, dovuta alle dodici ore di lavoro quotidiano nella fabbrica metalmeccanica Daimler Benz di Gaggenau. Con ogni probabilità, in questa fase della deportazione la sopravvivenza di entrambi si deve proprio alle loro competenze professionali come tornitori, considerate preziose in uno stabilimento adibito alla produzione bellica.
A causa dei bombardamenti alleati del 10 settembre e del 5 ottobre del 1944 che colpirono e resero inutilizzabile lo stabilimento Daimler-Benz, dopo alcuni giorni trascorsi a sgomberare le macerie, i Borello furono trasferiti nel campo di lavoro della vicina città di Karlsruhe. L'International tracing service dell’Archivio sui crimini del Terzo Reich di Bad Arolsen, attesta che Maurilio venne immatricolato a Karlsruhe con il numero 3746 e che operò fino al 20 dicembre nella fabbrica di macchine per cucire Haid & Neu; in quella data, stando alla stessa fonte, egli venne spostato per ragioni imprecisate nella città di Tauberbischofsheim, lontana poco meno di 200 chilometri da Karlsruhe.
La condizione di deportato durò per Maurilio Borello fino al 1º aprile 1945, quando gli Alleati liberarono il lager in cui era recluso. Con il padre venne quindi trasferito in un ospedale da campo statunitense, dove in cambio di vitto e alloggio prestò servizio d’assistenza, e poté finalmente rientrare in patria il 26 luglio grazie a un trasporto militare.
Per Borello, come per gli altri deportati, le conseguenze della prigionia si protrassero per anni manifestandosi con frequenti crisi di panico e incubi notturni. Egli riuscì ad ottenere l'assegno vitalizio a favore degli ex deportati istituito dalla Repubblica italiana con la legge n. 791 del 18 dicembre 1980 soltanto nel 1998; fin dal 1980 Borello aveva inviato una richiesta di risarcimento che inizialmente non ebbe buon esito. Solo ricorrendo alla documentazione relativa al lavoro coatto prestato nel periodo bellico ottenuta dalla Daimler Benz e al ricorso alla Corte dei Conti di Torino, questo suo diritto fu finalmente riconosciuto. Dal 1999, divenuto presidente del “Comitato dei Deportati in Campo di Sterminio Nazista KZ e dei Lavoratori Coatti in Fabbriche Tedesche”, s'impegnò in una battaglia legale per far riconoscere il diritto al vitalizio a tutti gli ex internati nel lager di Gaggenau. Morì ad Avigliana il 11 luglio 2016. Nel 2017 gli è stata dedicata una pietra d'inciampo posata ad Avigliana, in corso Dora 45.